# Liste des records et statistiques du Real Madrid C.F
 (septembre 2022).
Si vous disposez d'ouvrages ou d'articles de référence ou si vous connaissez des sites web de qualité traitant du thème abordé ici, merci de compléter l'article en donnant les références utiles à sa vérifiabilité et en les liant à la section « Notes et références ».
 (septembre 2022).
Le Real Madrid est un club de football espagnol basé à Madrid. Formé en 1902 sous le nom de Madrid Football Club, il a joué son premier match le 13 mai 1902 en Copa de la Coronación. Le club joue dans le Championnat d'Espagne de football et il en a été l'un des membres fondateurs en 1929. Il est l'un des trois seuls clubs avec l'Athletic Bilbao et le FC Barcelone à ne jamais avoir été relégué en 2e division.
Cet article contient les titres majeurs remportés par le Real Madrid et les records établis, battus ou égalés par le club, les entraîneurs et les joueurs. Les records des joueurs incluent les meilleurs buteurs, les plus capés et une liste détaillée des transferts les plus chers de l'histoire du club.
Le Real Madrid est club le plus titré en Liga (36) et en Ligue des champions (15). Il est aussi le plus couronné sur la scène internationale avec 30 titres. Le joueur le plus capé de l'histoire du club est Raúl avec 741 matches joués de 1994 à 2010, le meilleur buteur de l'histoire du Real Madrid est Cristiano Ronaldo avec 450 buts marqués toutes compétitions confondues de 2009 à 2018.

## Joueurs

### Joueurs les plus titrés en compétitions officielles

Modrić est le joueur le plus titré du Real Madrid.

Le joueur madrilène ayant remporté le plus de titres est Luka Modrić, avec 28 titres avec le Real Madrid. Suivent ensuite Dani Carvajal (2013-2024) avec 27 trophées et Nacho (2012-2024) avec 26 trophées, puis Marcelo (2007-2022) et Karim Benzema (2009-2023) avec 25 trophées
Le joueur madrilène ayant remporté le plus de titres de champion d'Espagne est Paco Gento (1953-1971), lauréat à douze reprises. Suivent ensuite Pirri (1964-1980) avec dix trophées et Amancio Amaro (1962-1976), Santillana (1971-1988) et Camacho (1974-1989) avec neuf couronnes.
Par ailleurs Paco Gento, Nacho Fernández, Luka Modrić, Dani Carvajal et Toni Kroos, ont remportés la Ligue des champions à six reprises (recordmans de la compétition).
| #   | Joueurs            | Période   | Títres officiels | Nationaux | Nationaux    | Nationaux           | Nationaux                 | Européens | Européens | Européens | Européens    | Mondiaux                 | Mondiaux | Mondiaux | Mondiaux | Mondiaux               |
| #   | Joueurs            | Période   | Títres officiels | Liga      | Copa del Rey | Supercopa de España | Copa de la Liga de España |           |           |           | Coupe Latine | Coupe du monde des clubs |          |          |          | Pequeña Copa del Mundo |
| --- | ------------------ | --------- | ---------------- | --------- | ------------ | ------------------- | ------------------------- | --------- | --------- | --------- | ------------ | ------------------------ | -------- | -------- | -------- | ---------------------- |
| 1er | Luka Modrić        | 2012-2025 | 28               | 4         | 2            | 5                   | -                         | 6         | -         | 5         | -            | 5                        | 1        | -        | -        | -                      |
| 2e  | Dani Carvajal      | 2013-     | 27               | 4         | 2            | 4                   | -                         | 6         | -         | 5         | -            | 5                        | 1        | -        | -        | -                      |
| 3e  | Nacho              | 2012-2024 | 26               | 4         | 2            | 5                   | -                         | 6         | -         | 4         | -            | 5                        | -        | -        | -        | -                      |
| 4e  | Marcelo            | 2007-2022 | 25               | 6         | 2            | 5                   | -                         | 5         | -         | 3         | -            | 4                        | -        | -        | -        | -                      |
| 4e  | Karim Benzema      | 2009-2023 | 25               | 4         | 3            | 4                   | -                         | 5         | -         | 4         | -            | 5                        | -        | -        | -        | -                      |
| 6e  | Paco Gento         | 1953-1971 | 24               | 12        | 2            | -                   | -                         | 6         | -         | -         | 2            | -                        | -        | 1        | -        | 1                      |
| 7e  | Toni Kroos         | 2014-2024 | 23               | 4         | 1            | 4                   | -                         | 5         | -         | 4         | -            | 5                        | -        | -        | -        | -                      |
| 7e  | Lucas Vázquez      | 2015-2025 | 23               | 4         | 1            | 4                   | -                         | 5         | -         | 4         | -            | 4                        | 1        | -        | -        | -                      |
| 9e  | Manuel Sanchís     | 1983-2001 | 22               | 8         | 2            | 5                   | 1                         | 2         | 2         | -         | -            | -                        | -        | 1        | 1        | -                      |
| 9e  | Sergio Ramos       | 2005-2021 | 22               | 5         | 2            | 4                   | -                         | 4         | -         | 3         | -            | 4                        | -        | -        | -        | -                      |
| 11e | Camacho            | 1974-1989 | 19               | 9         | 5            | 2                   | 1                         | -         | 2         | -         | -            | -                        | -        | -        | -        | -                      |
| 11e | Chendo             | 1982-1998 | 19               | 7         | 2            | 5                   | 1                         | 1         | 2         | -         | -            | -                        | -        | -        | 1        | -                      |
| 11e | Iker Casillas      | 1999-2015 | 19               | 5         | 2            | 4                   | -                         | 3         | -         | 2         | -            | 1                        | -        | 2        | -        | -                      |
| 11e | Isco               | 2013-2022 | 19               | 3         | 1            | 3                   | -                         | 5         | -         | 3         | -            | 4                        | -        | -        | -        | -                      |
| 11e | Gareth Bale        | 2013-2022 | 19               | 3         | 1            | 3                   | -                         | 5         | -         | 3         | -            | 4                        | -        | -        | -        | -                      |
| 16e | Alfredo Di Stéfano | 1953-1964 | 18               | 8         | 1            | -                   | -                         | 5         | -         | -         | 2            | -                        | -        | 1        | -        | 1                      |
| 16e | Fernando Hierro    | 1989-2003 | 18               | 5         | 1            | 5                   | -                         | 3         | -         | 1         | -            | -                        | -        | 2        | 1        | -                      |
| 16e | Raphaël Varane     | 2011-2021 | 18               | 3         | 1            | 3                   | -                         | 4         | -         | 3         | -            | 4                        | -        | -        | -        | -                      |
| 16e | Casemiro           | 2013-2022 | 18               | 3         | 1            | 3                   | -                         | 5         | -         | 3         | -            | 3                        | -        | -        | -        | -                      |
| 20e | Marco Asensio      | 2016-2023 | 17               | 3         | 1            | 3                   | -                         | 3         | -         | 3         | -            | 4                        | -        | -        | -        | -                      |
| 21e | Miguel Ángel       | 1967-1986 | 16               | 8         | 5            | -                   | 1                         | -         | 2         | -         | -            | -                        | -        | -        | -        | -                      |
| 21e | Santillana         | 1971-1988 | 16               | 9         | 4            | -                   | 1                         | -         | 2         | -         | -            | -                        | -        | -        | -        | -                      |
| 21e | Emilio Butragueño  | 1982-1995 | 16               | 6         | 2            | 4                   | 1                         | -         | 2         | -         | -            | -                        | -        | -        | 1        | -                      |
| 21e | Míchel             | 1982-1996 | 16               | 6         | 2            | 4                   | 1                         | -         | 2         | -         | -            | -                        | -        | -        | 1        | -                      |
| 21e | Martín Vázquez     | 1983-1990 | 16               | 6         | 3            | 4                   | 1                         | -         | 2         | -         | -            | -                        | -        | -        | -        | -                      |
| 21e | Raúl               | 1992-2010 | 16               | 6         | -            | 4                   | -                         | 3         | -         | 1         | -            | -                        | -        | 2        | -        | -                      |
| 21e | Cristiano Ronaldo  | 2009-2018 | 16               | 2         | 2            | 2                   | -                         | 4         | -         | 3         | -            | 3                        | -        | -        | -        | -                      |

Statistiques au 10 juillet 2024.

### Joueurs les plus capés en compétitions officielles
Depuis octobre 2009, le joueur le plus capé de l'histoire du Real Madrid est Raúl avec 741 matchs officiels joués.
Depuis septembre 2009, le joueur le plus capé de l'histoire du club en Liga est Raúl avec 550 matchs joués.

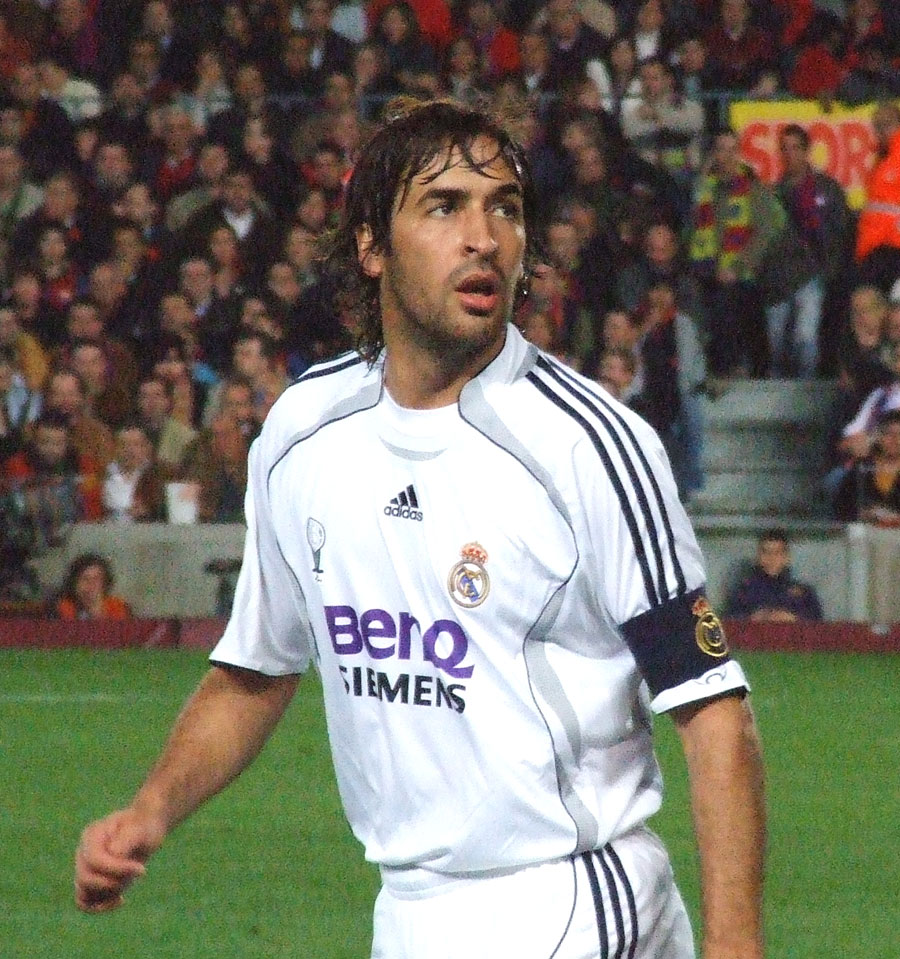
Raúl (ici en 2007) fut capitaine du Real Madrid pendant de nombreuses saisons.

| Rang | Joueurs              | Période   | Liga | Copa | Europe | Autres | Total |
| 1er  | Raúl                 | 1994-2010 | 550  | 37   | 132    | 22     | 741   |
| 2e   | Iker Casillas        | 1999-2015 | 510  | 40   | 152    | 23     | 725   |
| 3e   | Manuel Sanchís       | 1983-2001 | 523  | 67   | 100    | 20     | 710   |
| 4e   | Sergio Ramos         | 2005-2021 | 469  | 48   | 129    | 25     | 671   |
| 5e   | Karim Benzema        | 2009-2023 | 439  | 49   | 133    | 27     | 648   |
| 6e   | Santillana           | 1971-1988 | 461  | 84   | 87     | 13     | 645   |
| 7e   | Fernando Hierro      | 1989-2003 | 439  | 43   | 103    | 16     | 601   |
| 8e   | Luka Modrić          | 2012-2025 | 394  | 34   | 140    | 29     | 597   |
| 9e   | Paco Gento           | 1953-1971 | 427  | 73   | 94     | 2      | 596   |
| 10e  | José Antonio Camacho | 1973-1989 | 414  | 61   | 90     | 12     | 577   |

Statistiques au 10 juillet 2025.

### Autres
- Plus jeune joueur dans un match du Real Madrid : 16 ans, 157 jours –  Martin Ødegaard contre Getafe CF, Liga 2014-15, 23 mai 2015[2]
- Plus vieux joueur dans un match du Real Madrid : 39 ans, 303 jours –  Luka Modrić contre le Paris Saint-Germain, CWC 2025, 9 juillet 2025[3]
- Plus capé en Liga :  Raúl, 550
- Plus capé en Coupe d'Espagne :  Santillana, 84
- Plus capés en Coupe de la Ligue :  Isidoro San José, 13
- Plus capés en Supercoupe d'Espagne :  Sergio Ramos, 15
- Plus capé en compétitions internationales : 1 Iker Casillas, 162
- Plus capé en competitions de clubs de l'UEFA : 2 Iker Casillas, 157
- Plus capé en competitions européennes : 3 Iker Casillas, 155
- Plus capé en Ligue des champions de l'UEFA : Iker Casillas, 152
- Plus capé en Coupe d'Europe des vainqueurs de coupe de l'UEFA :  Gregorio Benito, 16
- Plus capé en Ligue Europa :  Míchel, 44
- Plus capé en Supercoupe de l'UEFA : 6
  -  Daniel Carvajal
  -  Luka Modrić
- Plus capé en Coupe intercontinentale : 3
  -  Fernando Hierro
  -  Raúl González
  -  Roberto Carlos
  -  Pachín
- Plus capé en Coupe du monde des clubs de la FIFA :  Luka Modrić, 14
- Joueur étranger le plus capé toutes compétitions confondues : Karim Benzema, 648
- Joueur étranger le plus capé en Liga : Karim Benzema, 439

1Inclus la Ligue des champions de l'UEFA, la Supercoupe de l'UEFA, la Coupe intercontinentale et la Coupe du monde des clubs de la FIFA.
2Inclus la Ligue des champions de l'UEFA, la Supercoupe de l'UEFA et la Coupe intercontinentale.
3Inclus la Ligue des champions de l'UEFA et la Supercoupe de l'UEFA.

### Meilleurs buteurs en compétitions officielles

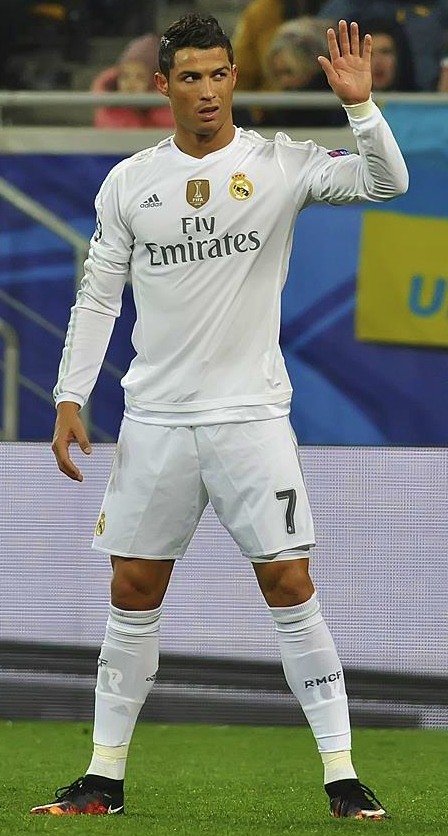
Ronaldo (ici en 2015) est le meilleur buteur de l'histoire du Real Madrid.

- Depuis le 17 octobre 2015, Cristiano Ronaldo est le meilleur buteur de l'histoire du Real Madrid toutes compétitions confondues avec 450 buts inscrits.
- Le meilleur buteur de l'histoire du Real Madrid en Ligue des champions est Cristiano Ronaldo avec 105 buts inscrits, record auparavant détenu par Raúl.
- Le meilleur buteur de l'histoire du Real Madrid en Liga est Cristiano Ronaldo avec 311 buts inscrits, record jusqu'alors détenu par Raúl.
- Le meilleur buteur du club sur une saison de Liga est Cristiano Ronaldo avec 48 buts inscrits en 2014-2015.
- Le meilleur buteur du club sur une saison de Ligue des champions est Cristiano Ronaldo avec 17 buts inscrits en 2013-2014.
- Le meilleur buteur du club sur une saison toutes compétitions confondues est Cristiano Ronaldo avec 61 buts inscrits en 2014-2015.

| Rang | Joueurs            | Période   | Liga | Copa | Europe | Autres | Total |
| 1er  | Cristiano Ronaldo  | 2009-2018 | 311  | 22   | 105    | 12     | 450   |
| 2e   | Karim Benzema      | 2009-2023 | 238  | 25   | 78     | 13     | 354   |
| 3e   | Raúl               | 1994-2010 | 228  | 18   | 66     | 11     | 323   |
| 4e   | Alfredo Di Stéfano | 1953-1964 | 216  | 40   | 49     | 3      | 308   |
| 5e   | Carlos Santillana  | 1971-1988 | 186  | 49   | 48     | 8      | 291   |
| 6e   | Ferenc Puskás      | 1958-1966 | 156  | 49   | 35     | 2      | 242   |
| 7e   | Hugo Sánchez       | 1985-1992 | 164  | 19   | 23     | 2      | 208   |
| 8e   | Paco Gento         | 1953-1971 | 126  | 22   | 30     | 4      | 182   |
| 9e   | Pirri              | 1964-1980 | 124  | 25   | 24     | 0      | 173   |
| 10e  | Emilio Butragueño  | 1984-1995 | 123  | 15   | 27     | 5      | 170   |

Statistiques au 5 juillet 2025.

#### Par compétition
- Meilleur buteur toutes compétitions confondues:  Cristiano Ronaldo, 451
- Meilleur buteur en Liga:  Cristiano Ronaldo, 311
- Meilleur buteur en Coupe d'Espagne:  Ferenc Puskás et  Santillana, 49
- Meilleur buteur en Coupe de la Ligue:  Santillana, 8
- Meilleur buteur en Supercoupe d'Espagne:  Raúl et  Karim Benzema, 71
- Meilleur buteur en competitions internationales2:  Cristiano Ronaldo, 113
- Meilleur buteur en competitions européennes3:  Cristiano Ronaldo, 107
- Meilleur buteur en Ligue des champions de l'UEFA:  Cristiano Ronaldo, 105
- Meilleur buteur en Coupe d'Europe des vainqueurs de coupe de l'UEFA:  Santillana, 11
- Meilleur buteur en Ligue Europa: Santillana, 15
- Meilleur buteur en Supercoupe de l'UEFA:  Cristiano Ronaldo,  Sergio Ramos,  Karim Benzema, 2
- Meilleur buteur en Coupe intercontinentale:  Ferenc Puskás, 2
- Meilleur buteur en Coupe du monde des clubs de la FIFA :  Cristiano Ronaldo et  Gareth Bale, 6

1 Les demis finales n'existaient pas à l'époque de l'espagnol : Raul a inscrit tous ses buts en finale, Benzema a inscrit 4 buts en finale et 3 en demi-finales.
2Inclus la Ligue des champions de l'UEFA, la Supercoupe de l'UEFA et la Coupe du monde des clubs de la FIFA.
3Inclus la Ligue des champions de l'UEFA et la Supercoupe de l'UEFA.

#### En une saison
- Meilleur buteur sur une saison toutes compétitions confondues : 
  -  Cristiano Ronaldo, 61 en 2014-2015
- Meilleur buteur sur une saison en Liga : 
  -  Cristiano Ronaldo, 48 en 2014-2015
- Meilleur buteur sur une saison de Coupe d'Espagne : 
  -  Ferenc Puskás, 15 en 1960–1961
- Meilleur buteur sur une saison de Coupe de la Ligue : 
  - Santillana, 4 en 1982-1983
- Meilleur buteur sur une saison de Ligue des champions de l'UEFA : 
  -  Cristiano Ronaldo, 17 en 2013-2014 Record Absolu
- Meilleur buteur sur une saison de phase de groupe de la Ligue des champions de l'UEFA : 
  -  Cristiano Ronaldo, 11 en 2015-2016 Record Absolu
- Meilleur buteur sur une saison de phase finale de la Ligue des champions de l'UEFA : 
  -  Cristiano Ronaldo, 10 en 2016-2017 Record Absolu
  -  Karim Benzema 10 en 2021-2022 Record Absolu
- Meilleur buteur sur une saison de Coupe d'Europe des vainqueurs de coupe de l'UEFA: 
  -  Carlos Santillana, 8 en 1982-1983
- Meilleur buteur sur une saison de Ligue Europa: 
  - Jorge Valdano, 7 en 1985-1986
- Meilleur buteur sur une édition de Coupe du monde des clubs de la FIFA :  
  -  Cristiano Ronaldo, 4 en 2016
  -  Gonzalo García, 4 en 2025

#### En un match
- Meilleur buteur en un match de Liga : 5
  -  Manuel Alday contre l'Espanyol Barcelone, 28 février 1943
  -  Antonio Alsúa contre Castellón, 2 février 1947
  -  Miguel Muñoz contre Lleida, 30 janvier 1951
  -  Pepillo contre Elche, 7 février 1960
  -  Ferenc Puskás contre Elche, 22 janvier 1961
  -  Fernando Morientes contre Las Palmas, 9 février 2002
  -  Cristiano Ronaldo contre Grenade, 5 avril 2015[4]
  -  Cristiano Ronaldo contre l'Espanyol Barcelone, 12 septembre 2015
- Meilleur buteur en un match de Coupe d'Espagne : 6
  -  Benguría contre Extremeño, 6 mars 1927
  -  Ferenc Puskás contre le Real Betis, 18 juin 1961
- Meilleur buteur en un match Coupe de la Ligue : 3
  -  Santillana contre le Real Saragosse, 22 juin 1983
- Meilleur buteur en un match de Supercoupe d'Espagne : 3
  -  Raúl González contre le Real Saragosse, 22 août 2001
  -  Vinícius Júnior contre le FC Barcelone, 14 janvier 2024
- Meilleur buteur en un match de Coupe d'Europe : 4
  -  Ferenc Puskás contre l'Eintracht Francfort, finale 1959-1960 et contre le Feyenoord, tour préliminaire 1965-1966
  -  Alfredo Di Stéfano contre Seville, 1/4 de finale 1957-1958 et contre le Wiener Sport-Club, 1/4 de finale 1958-1959
  -  Hugo Sánchez contre Swarovski Tirol, deuxième tour 1990-1991
  -  Cristiano Ronaldo contre Malmö, phase de groupe 2015-2016
- Meilleur buteur en un match de Supercoupe de l'UEFA : 2
  -  Cristiano Ronaldo contre Seville, Supercoupe de l'UEFA 2014, 12 août 2014
- Meilleur buteur en un match de Coupe intercontinentale : 2
  -  Ferenc Puskás contre Peñarol, Coupe intercontinentale 1960, 4 septembre 1960
- Meilleur buteur en un match de Coupe du monde des clubs de la FIFA : 3
  -  Cristiano Ronaldo contre Kashima Antlers, finale 2016, 18 décembre 2016
  -  Gareth Bale contre Kashima Antlers, demi-finale 2018, 19 décembre 2018

#### Autres
- Plus jeune buteur : 17 ans, 114 jours  Alberto Rivera contre le Celta Vigo, Liga 1994-1995, 10 juin 1995
- Plus vieux buteur : 39 ans, 167 jours  Luka Modrić contre Girona FC, Liga 2024-2025, 23 février 2025
- Meilleur buteur en finale de Coupe d'Europe: 7
  -  Alfredo Di Stéfano, 1 en 1956, 1957, 1958, 1959 et 3 en 1960
  -  Ferenc Puskás, 4 en 1960 et 3 en 1962.
- But le plus rapide:  12 secondes
  -  Iván Zamorano contre Séville, Liga 1994-1995, 3 septembre 1994[5]
- hat-trick le plus rapide: 8 minutes
  -  Pepillo II contre la Real Sociedad, Liga 1959-1960, 10 avril 1960[6].
  -  Cristiano Ronaldo contre Grenade, Liga 2014-2015, 5 avril 2015
- Quadruplé le plus rapide: 20 minutes
  -  Cristiano Ronaldo contre Malmö FF, Ligue des champions de l'UEFA 2015-2016, 8 décembre 2015
- Quintuplé le plus rapide:  39 minutes
  -  Pepillo II v Elche CF, Liga 1959-1960, 7 février 1960[6].
- Record de hat-trick toutes compétitions confondues:  Cristiano Ronaldo, 44
- Record de hat-trick en Liga:  Cristiano Ronaldo, 34
- Record de hat-trick en une saison en Liga:  Cristiano Ronaldo, 8 en 2014-2015 Record Absolu
- Record de triplés consécutifs en phase à élimination directe de la Ligue des champions:  Cristiano Ronaldo, 2 lors de la saison 2016-2017 et  Karim Benzema, 2 lors de la saison 2021-2022[7].

### Meilleurs passeurs en compétitions officielles

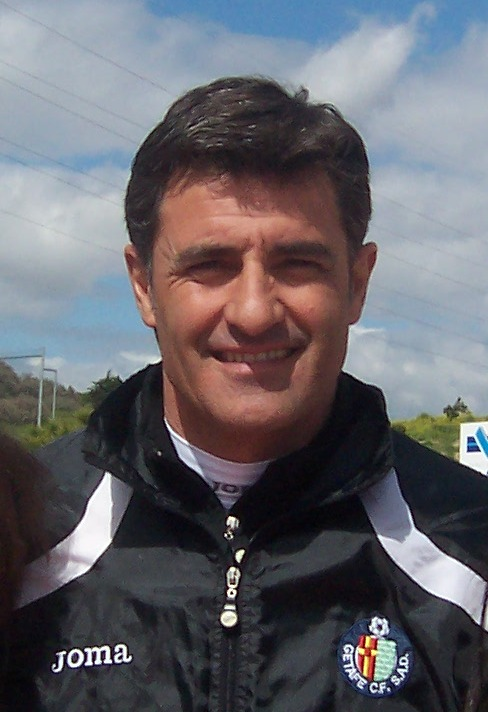
Míchel (ici en 2009) est le meilleur passeur de l'histoire du Real Madrid.

- Le meilleur passeur de l'histoire du Real Madrid toutes compétitions confondues est Míchel avec 168 passes décisives.
- Le meilleur passeur de l'histoire du Real Madrid en Ligue des champions est Cristiano Ronaldo avec 31 passes décisives, record auparavant détenu par Raúl.
- Le meilleur passeur de l'histoire du Real Madrid en Liga est Míchel avec 134 passes décisives.

| Rang | Joueurs           | Période   | Liga | Copa | Europe | Autres | Total |
| 1er  | Míchel            | 1982-1996 | 134  | 9    | 24     | 1      | 168   |
| 2e   | Karim Benzema     | 2009-2023 | 106  | 12   | 28     | 5      | 151   |
| 3e   | Raúl              | 1994-2010 | 101  | 4    | 29     | 1      | 135   |
| 4e   | Cristiano Ronaldo | 2009-2018 | 95   | 3    | 31     | 2      | 131   |
| 5e   | Roberto Carlos    | 1996-2007 | 80   | 4    | 30     | 3      | 117   |
| 6e   | Emilio Butragueño | 1984-1996 | 94   | 4    | 16     | 1      | 115   |
| 7e   | Marcelo           | 2007-2022 | 72   | 4    | 24     | 3      | 103   |
| 8e   | Toni Kroos        | 2014-2024 | 72   | 4    | 19     | 4      | 99    |
| 9e   | Luka Modrić       | 2012-     | 66   | 6    | 19     | 4      | 95    |
| 10e  | Guti              | 1995-2010 | 67   | 7    | 19     | 1      | 94    |
| 10e  | Luís Figo         | 2000-2005 | 59   | 6    | 26     | 3      | 94    |

Statistiques au 6 juillet 2025.

#### Par compétition
- Meilleur passeur toutes compétitions confondues:  Míchel, 167
- Meilleur passeur en Liga:  Míchel, 134
- Meilleur passeur en Coupe d'Espagne:  Karim Benzema, 12
- Meilleur passeur en Supercoupe d'Espagne:  Fernando Hierro,  Pepe et  Rodrygo, 3
- Meilleur passeur en competitions internationales1:  Roberto Carlos et  Cristiano Ronaldo, 33
- Meilleur passeur en competitions européennes2:  Cristiano Ronaldo, 31
- Meilleur passeur en Ligue des champions de l'UEFA:  Cristiano Ronaldo, 31
- Meilleur passeur en Ligue Europa:  Emilio Butragueño, 10
- Meilleur passeur en Supercoupe de l'UEFA:  Gareth Bale, 3
- Meilleur passeur en Coupe intercontinentale:  Roberto Carlos, 1
- Meilleur passeur en Coupe du monde des clubs de la FIFA :  Toni Kroos, 4

1Inclus la Ligue des champions de l'UEFA, la Supercoupe de l'UEFA, la Ligue Europa, la Coupe intercontinentale et la Coupe du monde des clubs de la FIFA.
2Inclus la Ligue des champions de l'UEFA et la Supercoupe de l'UEFA.

## Records sportifs
Nombre de titres
- Plus grand nombre de titres en Championnat d'Espagne : 36 (record espagnol)
- Plus grand nombre de titres en Ligue des champions : 15 (record absolu)
- Plus grand nombre de titres en Coupe intercontinentale : 3 (codétenu avec l'AC Milan, Boca Juniors, Nacional et Peñarol) (record absolu partagé)
- Plus grand nombre de titres en Coupe du monde des clubs de la FIFA : 5 (record absolu)
- Plus grand nombre de titres en Supercoupe de l'UEFA : 6 (record absolu)
- Plus grand nombre de titres en Coupe Latine : 2 (codétenu avec le FC Barcelone et l'AC Milan) (record absolu partagé)
- Plus grand nombre de titres consécutifs en Ligue des champions : 5 (1956-1960) (record absolu)
- Plus grand nombre de titres consécutifs en Championnat d'Espagne : 5 (1961-1965 et 1986-1990) (record espagnol)
- Plus grand nombre de titres consécutifs en Coupe du monde des clubs de la FIFA : 3 (2016-2018) (record absolu)
- Plus grand nombre de titres consécutifs en Supercoupe de l'UEFA : 2 (2016-2017) (codétenu avec l'AC Milan) (record absolu partagé)

Championnat d'Espagne
- Plus grand nombre de saisons consécutives : 94 (codétenu avec l'Athletic Bilbao et le FC Barcelone)
- Plus grand nombre de victoires : 1845
- Plus grand nombre de buts marqués : 6560
- Plus grand nombre de victoires en une saison : 32, soit 84,21 % des matchs (2012)
- Plus grand nombre de victoires à l'extérieur en une saison : 16, soit 84,21 % des matchs (2012)
- Plus grand nombre de points en une saison : 100 Points (2012), codétenu avec le FC Barcelone
- Plus petit nombre de défaites en une saison : 0 (1932), codétenu avec l'Athletic Bilbao
- Plus grand nombre de buts marqués en une saison : 121, soit 3,18 par match en moyenne (2011-2012)
- Plus grand nombre de buts marqués en phase aller : 67, soit 3,53 par match en moyenne (2011-2012)
- Plus grand nombre de joueurs ayant été meilleur buteur : 15 joueurs (29 fois à eux tous)

Palmarès individuels
- Plus grand nombre de titres pour un joueur en Championnat d'Espagne : Francisco Gento, 12 titres
- Plus grand nombre de titres pour un joueur en Ligue des champions : Francisco Gento, Nacho Fernández, Luka Modrić, Dani Carvajal, 6 titres

Divers
- Plus grand nombre de matches consécutifs sans défaites toutes compétitions confondues : 40 [8] (Saisons 2015-2016 et 2016-2017) (record espagnol)
- Plus grand nombre de matches consécutifs en marquant au moins un but toutes compétitions confondues : 73 (Saisons 2015-2016, 2016-2017 et 2017-2018) (record absolu partagé) [9]
- Plus grand nombre de qualifications consécutives en demi-finale de la Ligue des champions : 8 [10] (2011 à 2018) — record absolu
- Plus grand nombre de titres consécutifs en Ligue des champions nouvelle formule (depuis 1992) : 3 (2016, 2017, 2018) (record absolu)
- Victoires consécutives en matches officiels toutes compétitions confondues : 22 (2014)[11] (record espagnol) — à deux matchs du record mondial détenu par le club brésilien de Coritiba (24)[12].

### Récompenses individuelles
- Ballon d'or

| Joueurs            | Total | Années                   |
| ------------------ | ----- | ------------------------ |
| Cristiano Ronaldo  | 4     | 2013, 2014, 2016 et 2017 |
| Alfredo Di Stéfano | 2     | 1957 et 1959             |
| Raymond Kopa       | 1     | 1958                     |
| Luís Figo          | 1     | 2000                     |
| Ronaldo            | 1     | 2002                     |
| Fabio Cannavaro    | 1     | 2006                     |
| Luka Modrić        | 1     | 2018                     |
| Karim Benzema      | 1     | 2022                     |

- Soulier d'or européen

| Joueurs           | Total | Années             |
| ----------------- | ----- | ------------------ |
| Cristiano Ronaldo | 3     | 2011, 2014 et 2015 |
| Hugo Sánchez      | 1     | 1990               |
| Kylian Mbappé     | 1     | 2025               |

- UEFA Club Football Awards

| Joueurs          | Total | Années |
| ---------------- | ----- | ------ |
| Fernando Redondo | 1     | 2000   |
| Zinedine Zidane  | 1     | 2002   |

- Meilleur footballeur de l'année FIFA

| Joueurs         | Total | Années |
| --------------- | ----- | ------ |
| Luís Figo       | 1     | 2001   |
| Ronaldo         | 1     | 2002   |
| Zinedine Zidane | 1     | 2003   |
| Fabio Cannavaro | 1     | 2006   |

- Prix UEFA du Meilleur joueur d'Europe

| Joueur            | Total | Années             |
| ----------------- | ----- | ------------------ |
| Cristiano Ronaldo | 3     | 2014, 2016 et 2017 |
| Luka Modrić       | 1     | 2018               |
| Karim Benzema     | 1     | 2022               |

- The Best, Joueur de la FIFA

| Joueur            | Total | Années       |
| ----------------- | ----- | ------------ |
| Cristiano Ronaldo | 2     | 2016 et 2017 |
| Luka Modrić       | 1     | 2018         |
| Vinícius Júnior   | 1     | 2024         |

- Trophée Yachine

| Joueur           | Total | Années |
| ---------------- | ----- | ------ |
| Thibaut Courtois | 1     | 2022   |

## Transferts

### Transferts les plus chers de l'histoire du Real Madrid

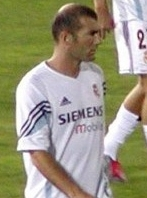
Zidane, 77,5 M€ est lors de son transfert le joueur le plus cher de l'histoire du football.
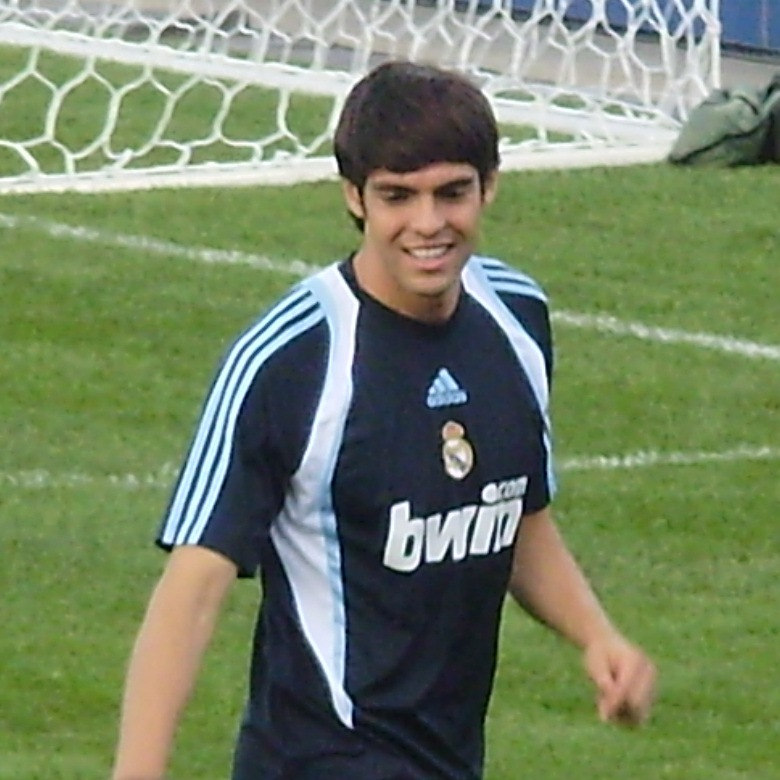
Kaká, 67 M€ est lors de son transfert le brésilien le plus cher de l'histoire du football.
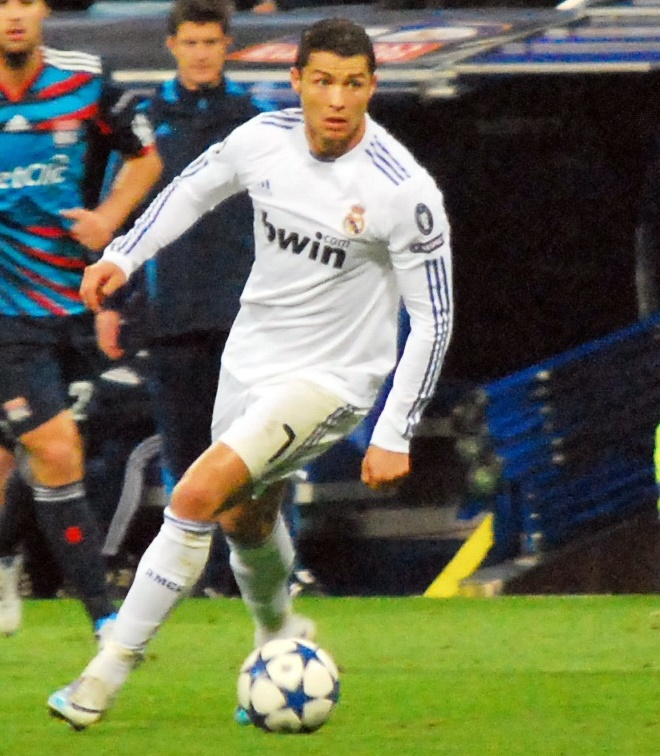
C. Ronaldo, 95 M€ est lors de son transfert le joueur le plus cher de l'histoire du football.
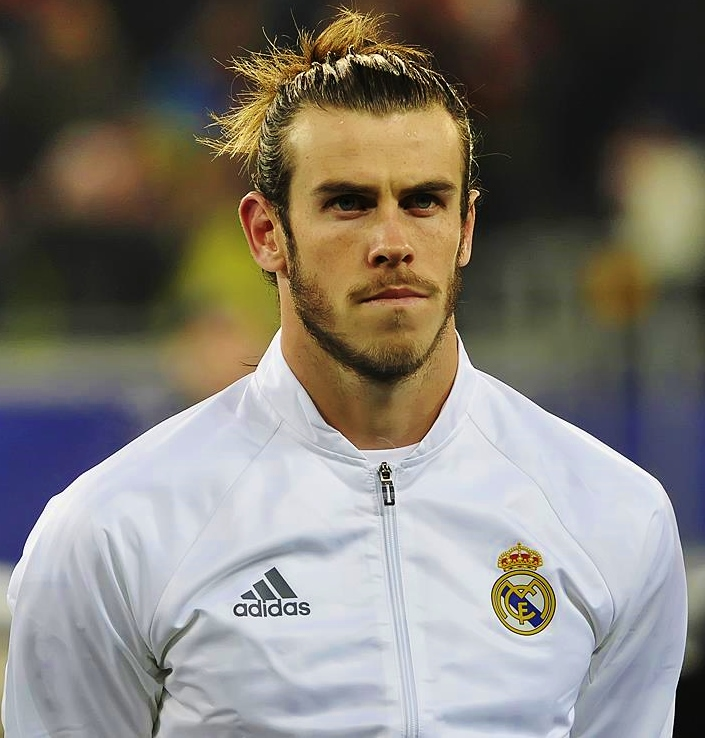
Bale, 101 M€ est lors de son transfert le joueur le plus cher de l'histoire du football.
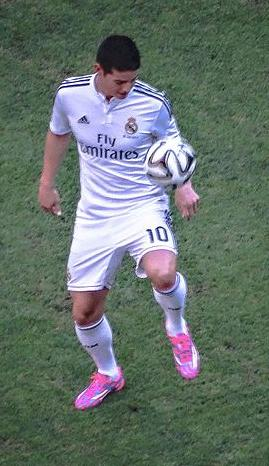
James, 75 M€ est le joueur sud américain le plus cher à l'achat de l'histoire du club.

| Arrivées |                     |           |                     |       |
| Rang     | Joueur              | Indemnité | Provenance          | Année |
| 1er      | Eden Hazard         | 115 M€    | Chelsea FC          | 2019  |
| 2e       | Jude Bellingham     | 103 M€    | Borussia Dortmund   | 2023  |
| 3e       | Gareth Bale         | 101 M€    | Tottenham Hotspur   | 2013  |
| 4e       | Cristiano Ronaldo   | 94 M€     | Manchester United   | 2009  |
| 5e       | Aurélien Tchouaméni | 80 M€     | AS Monaco           | 2022  |
| 6e       | Zinédine Zidane     | 77,5 M€   | Juventus FC         | 2001  |
| 7e       | James Rodríguez     | 75 M€     | AS Monaco           | 2014  |
| 8e       | Kaká                | 67 M€     | AC Milan            | 2009  |
| 9e       | Luka Jović          | 63 M€     | Eintracht Francfort | 2019  |
| 10e      | Dean Huijsen        | 62,5 M€   | AFC Bournemouth     | 2025  |

| Départs |                   |           |                   |       |
| Rang    | Joueur            | Indemnité | Destination       | Année |
| 1er     | Cristiano Ronaldo | 117 M€    | Juventus FC       | 2018  |
| 2e      | Ángel Di María    | 75 M€     | Manchester United | 2014  |
| 3e      | Casemiro          | 70,65 M€  | Manchester United | 2022  |
| 4e      | Álvaro Morata     | 66 M€     | Chelsea FC        | 2017  |
| 5e      | Mesut Özil        | 47 M€     | Arsenal FC        | 2013  |
| 6e      | Mateo Kovačić     | 45 M€     | Chelsea FC        | 2019  |
| 7e      | Robinho           | 43 M€     | Manchester City   | 2008  |
| 7e      | Achraf Hakimi     | 43 M€     | Inter Milan       | 2020  |
| 9e      | Raphaël Varane    | 40 M€     | Manchester United | 2021  |
| 10e     | Gonzalo Higuaín   | 39 M€     | SSC Naples        | 2013  |

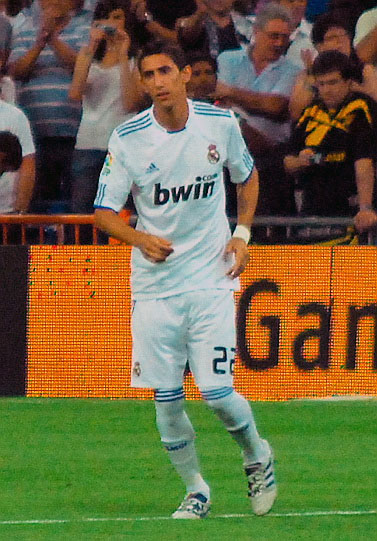
Di María, 75 M€ est le joueur sud américain le plus cher à la vente de l'histoire du club.
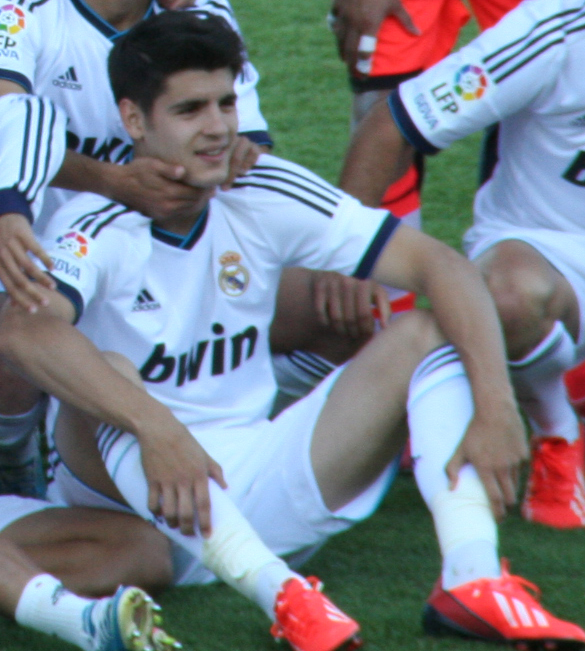
Morata, 66 M€ est le joueur espagnol le plus cher à la vente de l'histoire du club.
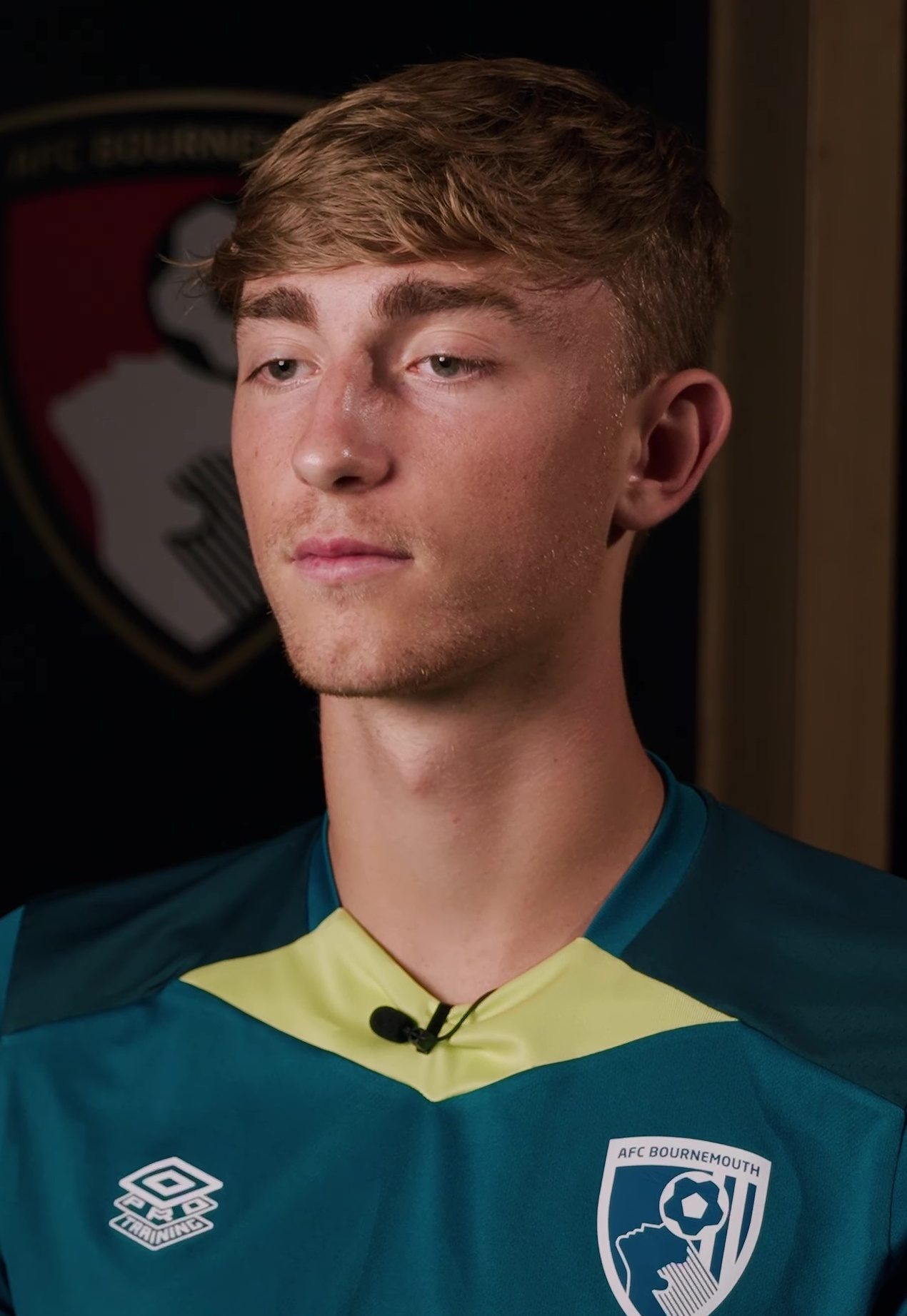
Huijsen, 62,5 M€ est le joueur espagnol le plus cher à l'achat de l'histoire du club.
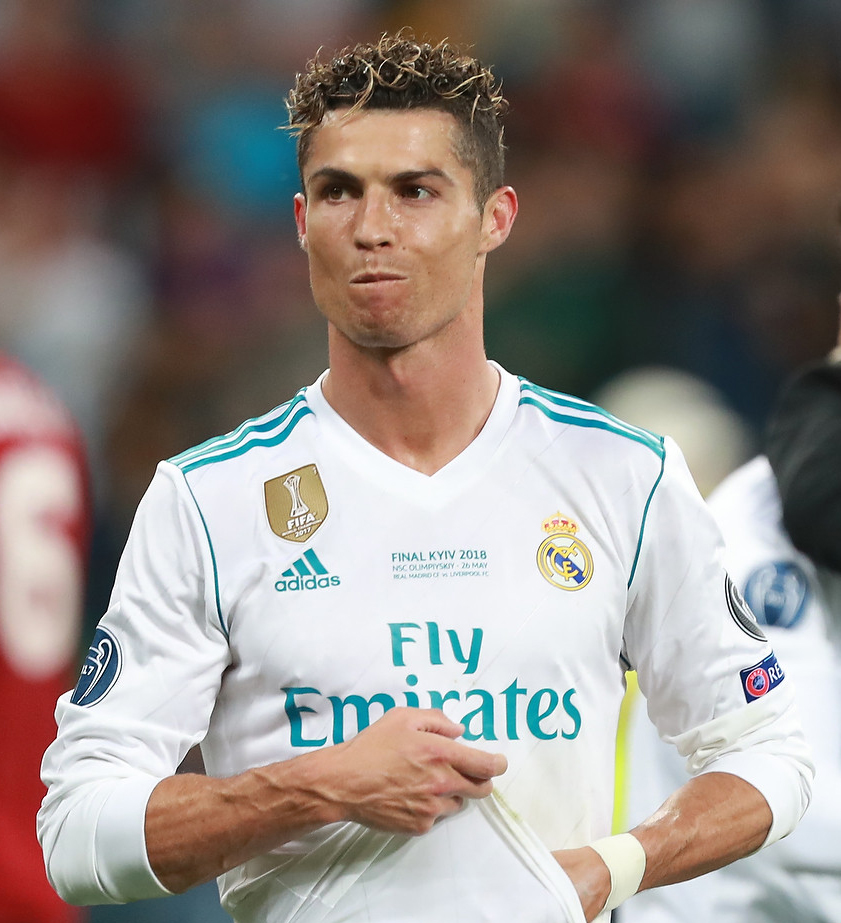
C. Ronaldo, 117 M€ est le joueur le plus cher à la vente de l'histoire du club.
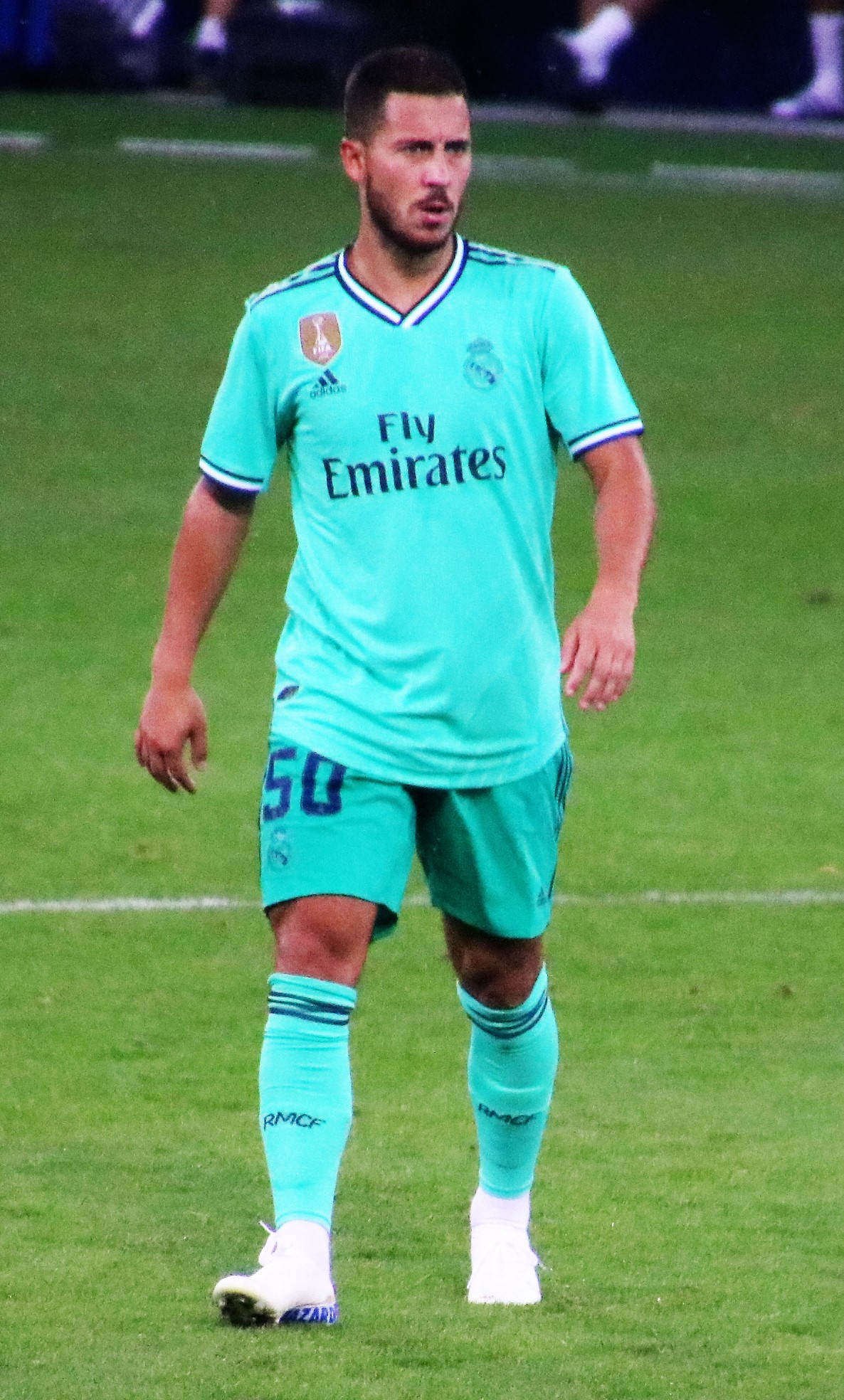
Hazard, 115 M€ est le joueur le plus cher à l'achat de l'histoire du club.

## Entraîneurs

### Entraîneurs les plus titrés en compétitions officielles

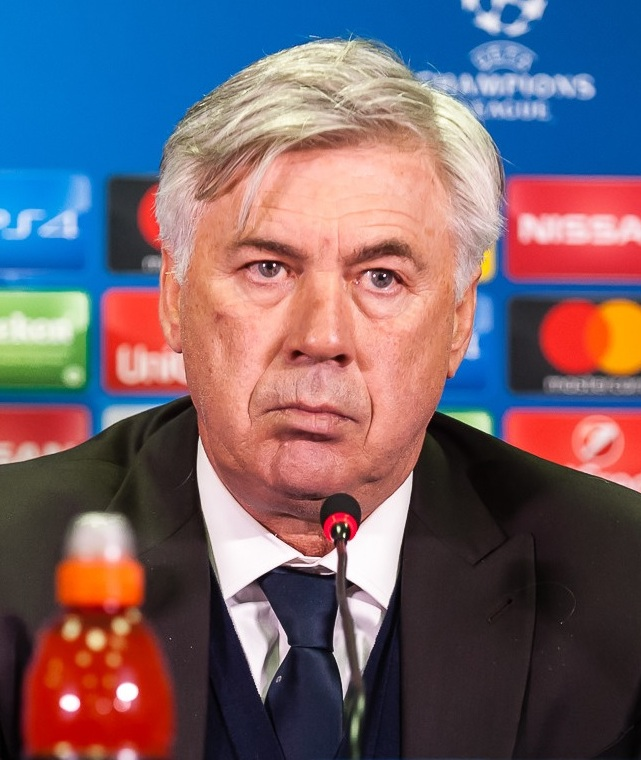
Ancelotti, entraîneur le plus titré du club (15 titres).

L'entraîneurs madrilène ayant remporté le plus de titres est Carlo Ancelotti avec 15 titres avec le Real Madrid.
L'entraîneur madrilène ayant remporté le plus de titres de champion d'Espagne est Miguel Muñoz (1959-1974), lauréat à neuf reprises. Suivent ensuite Luis Molowny (1974-1986) et Leo Beenhakker (1986-2003) avec trois trophées.
Les entraîneurs madrilène ayant remportés le plus de titres en Ligue des champions sont Zinedine Zidane (2016-2021) et Carlo Ancelotti (2013-2025), lauréats à trois reprises.
| Rang | Entraîneurs        | Période   | Liga   | Copa   | Europe                                  | Autres                                                                      | Total |
| 1er  | Carlo Ancelotti    | 2013-2025 | 2 Liga | 2 Copa | 3 Coupe d'Europe 3 Supercoupe de l'UEFA | 2 Coupe du monde des clubs 1 Coupe intercontinentale 2 Supercoupe d'Espagne | 15    |
| 2e   | Miguel Muñoz       | 1959-1974 | 9 Liga | 2 Copa | 2 Coupe d'Europe                        | 1 Coupe intercontinentale                                                   | 14    |
| 3e   | Zinedine Zidane    | 2016-2021 | 2 Liga | 0      | 3 Coupe d'Europe 2 Supercoupe de l'UEFA | 2 Coupe du monde des clubs 2 Supercoupe d'Espagne                           | 11    |
| 4e   | Luis Molowny       | 1974-1986 | 3 Liga | 2 Copa | 2 Coupe UEFA                            | 1 Coupe de la Ligue                                                         | 8     |
| 5e   | Vicente Del Bosque | 1994-2003 | 2 Liga | 0      | 2 Coupe d'Europe 1 Supercoupe de l'UEFA | 1 Coupe intercontinentale 1 Supercoupe d'Espagne                            | 7     |
| 6e   | Leo Beenhakker     | 1986-2003 | 3 Liga | 1 Copa | 0                                       | 2 Supercoupe d'Espagne                                                      | 6     |
| 6e   | José Villalonga    | 1954-1957 | 2 Liga | 0      | 2 Coupe d'Europe                        | 2 Coupe Latine                                                              | 6     |
| 8e   | Luis Carniglia     | 1957-1959 | 1 Liga | 0      | 2 Coupe d'Europe                        | 0                                                                           | 3     |
| 8e   | Miljan Miljanić    | 1974-1977 | 2 Liga | 1 Copa | 0                                       | 0                                                                           | 3     |
| 8e   | José Mourinho      | 2010-2013 | 1 Liga | 1 Copa | 0                                       | 1 Supercoupe d'Espagne                                                      | 3     |

Statistiques au 18 décembre 2024.

### Entraîneurs les plus capés en compétitions officielles
| Rang | Entraîneurs        | Nat.                 | Périodes | Périodes | Stastistiques | Stastistiques | Stastistiques | Stastistiques | Stastistiques | Stastistiques | Stastistiques | Stastistiques |
| Rang | Entraîneurs        | Nat.                 | Périodes | Périodes | M             | G             | N             | P             | BP            | BC            | %             | Titres        |
| ---- | ------------------ | -------------------- | -------- | -------- | ------------- | ------------- | ------------- | ------------- | ------------- | ------------- | ------------- | ------------- |
| 1er  | Miguel Muñoz       | Drapeau de l'Espagne | 1959     | 1974     | 605           | 357           | 128           | 120           | 1225          | 562           | 59.01%        | 14            |
| 2e   | Carlo Ancelotti    |                      | 2013     | 2025     | 353           | 253           | 48            | 52            | 846           | 349           | 71.67%        | 15            |
| 3e   | Zinedine Zidane    |                      | 2016     | 2021     | 263           | 172           | 65            | 36            | 596           | 263           | 65.4%         | 11            |
| 4e   | Vicente Del Bosque |                      | 1994     | 2003     | 246           | 133           | 58            | 55            | 489           | 289           | 54.07%        | 7             |
| 5e   | Leo Beenhakker     |                      | 1986     | 2003     | 197           | 121           | 47            | 29            | 404           | 185           | 61.42%        | 6             |
| 6e   | Luis Molowny       |                      | 1974     | 1986     | 183           | 107           | 36            | 40            | 344           | 168           | 58.47%        | 8             |
| 7e   | José Mourinho      |                      | 2010     | 2013     | 178           | 128           | 28            | 22            | 475           | 168           | 71.91%        | 3             |
| 8e   | Vujadin Boškov     |                      | 1979     | 1982     | 139           | 80            | 31            | 28            | 249           | 136           | 57.55%        | 2             |
| 9e   | Miljan Miljanić    |                      | 1974     | 1977     | 134           | 67            | 36            | 31            | 231           | 150           | 50%           | 3             |
| 10e  | Alfredo Di Stéfano |                      | 1982     | 1991     | 129           | 72            | 26            | 31            | 224           | 135           | 55.81%        | 1             |

Statistiques au 10 juillet 2025.

### Entraîneurs avec les meilleurs pourcentage de victoire en compétitions officielles
| Rang | Entraîneurs          | Nat.                 | Périodes | Périodes | Stastistiques | Stastistiques | Stastistiques | Stastistiques | Stastistiques | Stastistiques | Stastistiques | Stastistiques |
| Rang | Entraîneurs          | Nat.                 | Périodes | Périodes | M             | G             | N             | P             | BP            | BC            | %             | Titres        |
| ---- | -------------------- | -------------------- | -------- | -------- | ------------- | ------------- | ------------- | ------------- | ------------- | ------------- | ------------- | ------------- |
| 1er  | Manuel Pellegrini    |                      | 2009     | 2010     | 48            | 36            | 5             | 7             | 119           | 48            | 75%           | 0             |
| 2e   | José Mourinho        |                      | 2010     | 2013     | 178           | 128           | 28            | 22            | 475           | 168           | 71.91%        | 3             |
| 3e   | Carlo Ancelotti      |                      | 2013     | 2025     | 353           | 253           | 48            | 52            | 846           | 349           | 71.67%        | 15            |
| 4e   | Manuel Fleitas       |                      | 1959     | 1960     | 33            | 23            | 4             | 6             | 109           | 42            | 69.7%         | 0             |
| 5e   | Radomir Antić        |                      | 1991     | 1992     | 39            | 27            | 6             | 6             | 84            | 65            | 69.23%        | 0             |
| 6e   | Luis Carniglia       |                      | 1957     | 1959     | 81            | 56            | 12            | 13            | 206           | 74            | 69.14%        | 3             |
| 7e   | Santiago Solari      |                      | 2018     | 2019     | 32            | 22            | 2             | 8             | 71            | 37            | 68.75%        | 1             |
| 8e   | Rafael Benítez       |                      | 2015     | 2016     | 25            | 17            | 5             | 3             | 69            | 22            | 68%           | 0             |
| 9e   | Robert Firth         |                      | 1932     | 1934     | 45            | 30            | 5             | 10            | 126           | 52            | 66.67%        | 1             |
| 10e  | Juande Ramos         |                      | 2008     | 2009     | 27            | 18            | 1             | 8             | 53            | 34            | 66.67%        | 0             |
| 11e  | Santiago Bernabéu    | Drapeau de l'Espagne | 1926     | 1927     | 18            | 12            | 1             | 5             | 47            | 23            | 66.67%        | 0             |
| 12e  | Xabi Alonso          |                      | 2025     |          | 6             | 4             | 1             | 1             | 11            | 8             | 66.67%        | 0             |
| 13e  | José Antonio Camacho |                      | 2004     | 2004     | 6             | 4             | 0             | 2             | 7             | 5             | 66.67%        | 0             |

Statistiques au 10 juillet 2025.